# Silver Surfer: Requiem
Silver Surfer: Requiem è una miniserie a fumetti di 4 numeri scritta da J. Michael Straczynski e disegnata da Esad Ribić, pubblicata dalla Marvel Comics tra il luglio e l'ottobre 2007.
La miniserie descrive gli ultimi giorni di vita del personaggio di Silver Surfer, in fin di vita a causa di un male incurabile che lo divora dall'interno, e di come egli decida di compiere gesti eroici anche quando ormai la sua vita è giunta al termine.

## Trama
Silver Surfer viene a sapere da Reed Richards di essere gravemente malato e di avere ancora poco da vivere. Decide così di riflettere sulla sua condizione e sulle imprese da lui compiute dal suo arrivo sulla terra, e mentre si appresta a sorvolare i cieli di Manhattan, si imbatte in Spider-Man, il quale sta ingaggiando uno scontro con un robot che viene facilmente distrutto dal surfista d'argento. Dopo questo evento, i due eroi si incontrano sul tetto di un grattacielo, dialogando sul significato di essere un eroe e della reale utilità che tale ruolo comporta per l'umanità. Alla fine Silver Surfer, ispirato dalle parole dell'Uomo-Ragno, decide di donare a tutta l'umanità, almeno per qualche istante, l'ebbrezza e il senso di libertà provata da chi possiede il potere cosmico, rimanendo stremato dallo sforzo. Dopo aver salutato per l'ultima volta il Ragno, che in segno di gratitudine si smaschera di fronte a lui, Surfer riparte, deciso a voler tornare al suo pianeta d'origine, Zenn-La. Prima di lasciare il pianeta, viene intercettato dal Dottor Strange, il quale, esortato da Mister Fantastic, ha provato invano a creare una cura insieme alle menti più brillanti della Terra. Come ultimo gesto di riconoscenza e addio, il Mago Supremo gli dona una fiamma all'interno della quale risiede tutta la conoscenza del mondo. Surfer accetta il dono e intraprende il suo viaggio alla volta del suo pianeta natale. Nel suo vagare per il cosmo viene contattato da due razze aliene in guerra da millenni a causa di divergenze religiose, mettendo fine alla lotta infinita tra le due fazioni distruggendo le loro flotte di astronavi. Giunge infine su Zenn-La dove ritrova l'amata Shalla-Bal e con lei trascorre gli ultimi momenti di vita. Inaspettatamente giunge sul pianeta Galactus che, venuto a conoscenza delle condizioni del suo ex-araldo, gli porge l'ultimo saluto, promettendogli di proteggere Zenn-La in quanto "patria dell'uomo più nobile che avesse mai conosciuto". Silver Surfer allora spira definitivamente. A seguito della sua dipartita si celebrano tre giorni di lutto in tutto il pianeta com'è usanza su Zenn-La, ai quali partecipa lo stesso Galactus. Al termine di questi, Galactus, in memoria di una promessa fatta a Shalla-Bal, crea una nuova stella, simbolo di speranza, con la quale ricordare per sempre il nome di Norrin Radd. Alla sua creazione assistono Spider-Man, Sue Storm, Mr. Fantastic, Dottor Strange e Uatu l'osservatore, che con alcune parole di commiato mette fine al racconto.

## Edizioni in lingua italiana
La Panini Comics nel 2009 ha pubblicato un volume che racchiude tutti e quattro i numeri della miniserie all'interno della collana Super-Eroi: Le Grandi Saghe pubblicata da Corriere della Sera e Gazzetta dello Sport. All'interno del volume erano presenti anche tre storie classiche del personaggio scritte da Stan Lee e disegnate da John Buscema. La Panini pubblicò poi una ristampa del volume per la collana Marvel Graphic Novel. Nel 2022 è stata resa disponibile, sempre da Panini, un'edizione più economica nella collana Marvel Must-Have.